# أوربان الثالث
البابا أوربان الثالث (((باللاتينية: Urbanus III)‏ أوربانوس الثالث)؛ توفي في 20 اكتوبر1187)، ولد باسم Uberto Crivelli أوبرتو كريفيلي، وتقلد بابوية الكنيسة الكاثوليكية من 25 نوفمبر 1185 حتى وفاته في 1187.